# Philonicus longulus
Philonicus longulus är en tvåvingeart som beskrevs av Wulp 1872. Philonicus longulus ingår i släktet Philonicus och familjen rovflugor. Inga underarter finns listade i Catalogue of Life.